# Deszcz, jesienny deszcz
Deszcz, jesienny deszcz – polska piosenka wojskowa, napisana w 1943 roku przez Mariana Matuszkiewicza. 
Przyjmuje się, iż zarówno autorem słów, jak i autorem muzyki jest Marian Matuszkiewicz, choć skomponowana przez niego melodia oparta jest na motywach romancy - nazywanej potocznie arią Nadira fr. Je crois entendre encore (pl. "Ten obraz przecudowny" - inc. W pamięci dotąd żywię wspomnienia chwili tej.. - przekład Ignacy Ziółkowski) z I aktu opery Poławiacze pereł  Georges’a Bizeta.
Tekst piosenki, mimo drobnych różnic w każdym z wydawnictw, opublikowano w zbiorze Serce w plecaku pochodzącym z 1957 roku, w Śpiewniku zastępowego z 1958 roku, a także w zbiorze Śpiewaj z nami Wydawnictwa Harcerskiego z 1964 roku.
Do młodzieży warszawskiej zorganizowanej w Szarych Szeregach dotarła z oddziałów partyzanckich w Puszczy Kampinoskiej.
Utwór wydany został ponownie po kilkunastu latach przez zespół muzyczny Czerwone Gitary oraz Stanisława Sojkę, a w swoim widowisku muzycznym zatytułowanym Niech no tylko zakwitną jabłonie wykorzystała go Agnieszka Osiecka.
W ramach konkursu tygodnika „Nowa Wieś” organizowanego wspólnie z Zarządem Głównym Związku Młodzieży Wiejskiej stworzono drugi wariant tekstu piosenki, napisany przez Jana Daleszczyka. Wersja ta była przede wszystkim rozpowszechniona wśród członków batalionów harcerskich „Zośka” i „Parasol”.